# Хаджи Иваз-паша
Хаджи Иваз-паша (тур. Hacı İvaz Paşa; ум. 1429, Бурса) — османский государственный деятель, военачальник.
Иваз-паша был визирем во времена правления Мехмеда Челеби и Мурада II. Сыном Иваза-паши был поэт Ахи-челеби (Иваззаде Атай). Один из символов Бурсы, Зелёная мечеть, построена по заказу Иваза-паши.

## Биография
Иваз родился в пригороде  Токата Казабаде. Его отцом был Ахи Имадуддин Баязид б. Иваз Хуссейн, член ахилери Токата. 
Хотя Баязид родился в Токате, он был известен как «Бурсалы», поскольку получил известность своей деятельностью в Бурсе. Во время пребывания Мехмеда Челеби в должности санджакбея Амасьи Иваз присоединился к его войску как сипах тимариот. Иваз участвовал в битве при Анкаре в 1402 году, а период османского междуцарствия Иваз поддерживал Мехмеда Челеби в борьбе за престол.
В 1411-1412 годах Иваз был субаши в родном Казабаде.
В 1414 году, когда Мехмед в Румелии сражался с Мусой Челеби, Иваз был субаши Бурсы и мухафизом крепости.  Именно он оборонял город в течение во время вторжения Мехмеда-бея Караманида и смог в течение месяца удерживать цитадель города. После этого Мехмед Челеби назначил его визирем. 
Иваз внёс большой вклад в развитие Бурсы, спланировав Зелёную мечеть и Зелёный мавзолей.
Иваз был вторым по времени визирем Мехмеда. Он сыграл важную роль при подавлении восстания Кучук Мустафы.
В 1427 году Чандарлы Халил-паша поссорился с Ивазом-пашой, что привело к потере Халилом-пашой титула великого визиря.
Иваз-паша поселился в Бурсе и умер в 1429 году от чумы.